# Capitalisation des connaissances
Pour les articles homonymes, voir Capitalisation (homonymie).
La capitalisation sur les connaissances vise à sauvegarder les connaissances acquises et détenues par les experts dans la pratique quotidienne de leur activité, principalement les savoir-faire et les retours d'expérience, dans le but de les partager et de les réutiliser.

## Description
Les connaissances sont explicitées puis formalisées. Elles sont ensuite mises à disposition dans un livre de connaissances ou dans un système informatique de gestion de connaissances 
. Elles peuvent ainsi être exploitées, valorisées par d'autres collaborateurs. 
La connaissance est ainsi vue comme un capital immatériel. À travers la capitalisation, une organisation cherche à en retirer un bénéfice. Ce bénéfice peut être monétaire puisqu’il permet de réduire les coûts de production et de conception d’un projet. Des économies surviennent en évitant les redondances et en réutilisant les données et résultats produits dans d’autres projets à l’interne. Ce bénéfice peut aussi être social puisqu'il permet de développer un capital culturel, c’est-à-dire un patrimoine lié à l’entreprise ou l’organisation. Capital qui peut favoriser la cohésion et l’innovation au sein de l’organisation. 
Ces actions de capitalisation évitent donc de perdre des connaissances :
- lors du départ d'experts ou de spécialistes (turn-over, départ à la retraite, fin de contrats de sous-traitants et d'intérimaires…) ;
- avec le temps, les connaissances acquises sur des projets et oubliées…

De plus, elles facilitent la formation d'un nouveau salarié.
À noter : on dit capitaliser sur les connaissances et non capitaliser les connaissances car les connaissances ne sont pas un objet.
Voir Gestion des connaissances.

## Histoire
La recherche sur la capitalisation des connaissances a été propulsée par les recherches d'Ikujiro Nonaka sur la gestion des connaissances. Dans un article de 1990, Nonaka a décrit comment la transformation de connaissances tacites peut créer une nouvelle valeur pour les organisations. Nonaka a décrit la façon dont la méthode de pétrissage de la pâte d'un boulanger a été étudiée et intégrée dans une nouvelle machine à pain pour la Matsuhika Electric Co.. Son travail a contribué à populariser le concept de connaissance tacite, en augmentant son utilisation dans les cercles académiques.
Le terme de capitalisation des connaissances est devenu plus largement utilisé au milieu des années 1990, lorsque des méthodes ont commencé à être développées pour saisir les connaissances tacites et les exploiter dans un cadre organisationnel. Au fil du temps, différentes méthodes ont été développées pour la capitalisation des connaissances dans les organisations, la gestion des connaissances étant devenue plus courante dans les milieux universitaires et professionnels.

## Organiser la capitalisation
La procédure de capitalisation est spécifique à chaque entreprise. Elle définit, pour chaque étape du cycle de vie d'une connaissance et selon le type de connaissance, qui intervient, quand et comment.
1. Identification, repérage et incitation : par des animateurs
2. Recueil, formalisation des connaissances ; faites selon 2 démarches distinctes :
  - Capitalisation conduite par un cogniticien : celui-ci conduit les entretiens de recueil auprès des experts et formalise les connaissances. Le résultat est validé par les experts interviewés.
  - L'auto-capitalisation par les collaborateurs eux-mêmes : chaque collaborateur formalise lui-même ses connaissances.
3. Validation
4. Consolidation ; selon le cas par des responsables du domaine de connaissances ou par un groupe d'experts.
5. Mise à disposition
6. Mise à jour des connaissances

Ces actions peuvent être conduites de multiples manières : en continu, lors de jalons projets, lors de retours d'interventions, selon le plan de capitalisation défini dans l'entreprise, etc. Il existe plusieurs méthodes de capitalisation de connaissances tels que 
- MASK,
- KADS,
- i2KN [8],[9].

## Types de connaissances

### Connaissances tacites

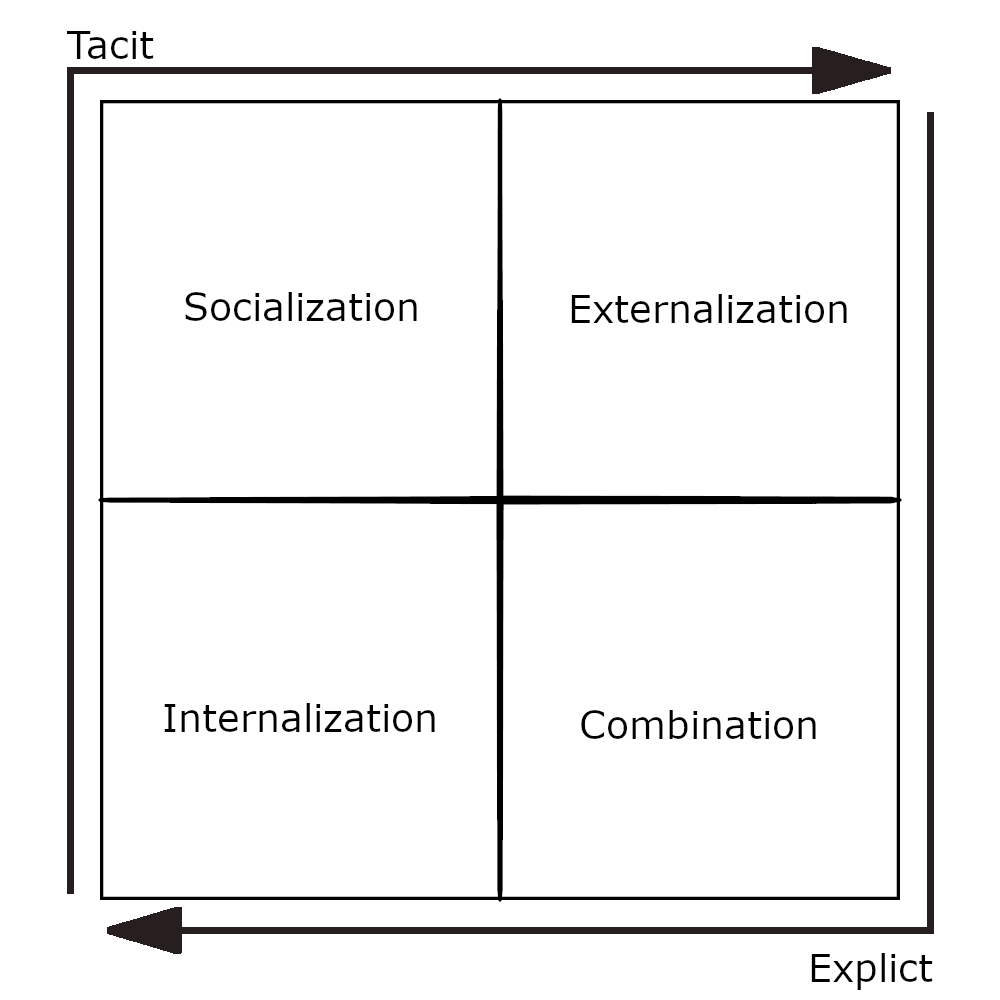
Cette illustration démontre la fluidité entre la connaissance tacite et explicite.

Les connaissances tacites sont propres à une personne dans un contexte donné .  Elles ne sont pas facilement transmissibles verbalement et se construisent à travers la pratique de l'activité . De ce fait, notre niveau de compétence varie grandement selon la tâche qui nous est demandé .Ces connaissances sont des façons de faire qu'une personne acquiert au fil du temps, cela peut aussi bien être des croyances qu'une routine de travail .Les connaissances tacites se divisent en trois catégories.
1. La connaissance somatique est apprise par l'interaction physique avec un objet[14]. Un employé d'usine travaillant sur une machine va intégrer une façon de faire spécifique dans son travail. L'engagement physique étant la seule façon d'apprendre, celui désirant apprendre devra copier les mouvements d'une personne expérimentée[13].
2. La connaissance contingente est un ensemble de cas qui peuvent être différenciés les uns des autres selon leur niveau tacite[14]. Ces cas plus ou moins discrets sont faciles à codifier si la personne peut ou souhaite l'expliquer[14]. Mettre des guillemets pour chercher un terme exact dans un moteur de recherche est une connaissance tacite si la personne le fait sans savoir pourquoi. Malgré cela le processus peut facilement être expliqué et devenir une connaissance explicite.
3. La connaissance collective est propre à une équipe, un groupe ou une nation. Elle est apprise par une personne lorsque celle-ci prend part aux activités du groupe[15]. Elle nous permet d'évoluer dans notre milieu ou encore d'avoir le jugement d'évaluer la situation afin de briser les règles pour le bon fonctionnement du groupe[16].

### Connaissances explicites
Les connaissances explicites sont communicables grâce à une langue ou un langage rationnel, nous pouvons trouver cette information dans des manuels, des cours et tout autre matériel visant un partage d'information. Dans une entreprise, ces connaissances sont le résultat de la capitalisation des connaissances tacites d'un employé. Une fois consignées, les connaissances devenues explicites permettent à une organisation de partager l'information aux autres membres par des journées de formation, des cours ou encore grâce à un livre numérique où les connaissances de l'entreprise sont consignées.

## Capitalisation socialisée des connaissances
La capitalisation socialisée des connaissances est une notion introduite par Anne Mayère qui consiste en la combinaison de quatre procédés de capitalisation des connaissances : la formalisation, la mise en circulation, la coproduction et la gestion de l’évolution du savoir . L’accent est mis sur le partage bien que les deux aspects centraux de la capitalisation des connaissances, soit la préservation et la réutilisation, sont présents. Le premier procédé de formalisation représente l’aspect de préservation. Il consiste en la création de mémoires, de rapports d’interventions, de manuels, de banques de données et ainsi de suite. Les trois autres procédés concernent respectivement la transmission des connaissances, le travail d’équipe et la formation pour assurer que les forces individuelles peuvent être mises à profit pour l’ensemble de la communauté. Cette forme de capitalisation passe par une gestion collective de plusieurs aspects de la gestion de l’information : acquisition, circulation, mémorisation et valorisation. Cela permet de mettre en place une « dynamique d’entreprise et une accumulation du capital qui maitrisent et dépassent les dynamiques individuelles. »
Dans la même ligne d’idée, Jean-Louis Ermine indique que la capitalisation des connaissances est conçue pour que l’expérience et les connaissances individuelles soient partagées afin de servir la collectivité. Les membres d’une communauté prennent ainsi un rôle participatif dans la conservation, la transmission et la réutilisation des connaissances. Cela place donc la communauté au centre de ce processus et en fait un élément essentiel.

## Capitalisation en bibliothèque
Les bibliothèques sont des milieux qui ont développé une expertise dans le développement de collection afin de pouvoir les partager avec leur communauté. Elles maitrisent ainsi la capacité à rendre accessibles les connaissances produites à l’extérieur de l’organisation aux membres de leur communauté. Pour qu’un système soit efficace, il est nécessaire de capitaliser sur les connaissances externes à une organisation, mais également sur celles qui sont produites à l’interne. Une partie importante du principe de capitalisation repose sur le fait qu’elle permet de rentabiliser les connaissances internes pour en produire de nouvelles en évitant qu’elles ne se perdent avec le temps. Ce que représente l’interne varie cependant en fonction du contexte.
Pour les bibliothèques, on distingue d'abord les bibliothécaires, techniciens et autres membres du personnel de la bibliothèque. À cela peuvent ensuite s’ajouter d’autres membres de la communauté locale. Par exemple, dans le contexte des bibliothèques universitaires, la communauté interne inclut aussi le corps professoral, les étudiants et autres employés de l’université. Pour les bibliothèques publiques, on peut aussi inclure les citoyens de la région desservie. R. David Lankes propose même que la véritable collection d’une bibliothèque se trouve à être cette communauté locale. Par cela, il entend que les membres de la communauté locale possèdent des connaissances qui peuvent être mises à profit pour les autres membres. Selon cette conception, la bibliothèque et les bibliothécaires ont un rôle de facilitateur c’est-à-dire de faciliter la création de connaissances en donnant non seulement accès à des ressources documentaires, mais aussi en favorisant la communication et le partage entre les membres de la communauté.  

### Bibliothèque participative
Les bibliothèques participatives représentent un mouvement qui vise à se départir de l’idée que les collections sont le seul moyen pour les bibliothèques de remplir leur mission. Ce mouvement est lié à la conception de bibliothèque comme troisième lieu puisqu’il propose entre autres de remettre les usagers au centre des préoccupations des bibliothèques en leur offrant un milieu de vie. L’idée d’une bibliothèque participative va toutefois plus loin que le réaménagement des espaces pour en faire des lieux plus accueillants pour tous les membres de la communauté. Il s’agit aussi de changer sa perception de l’usager pour en faire un partenaire et reconnaitre sa valeur en tant que ressource. Ainsi reconnaitre le rôle actif que la communauté peut avoir dans la mission d’une bibliothèque, particulièrement dans le partage des expériences et du savoir.
Dans un objectif de capitalisation des connaissances, les bibliothèques participatives mobilisent les savoirs des individus d’une communauté afin de les rendre accessibles dans un lieu public. Elle offre un environnement qui permet l’exposition et la reconnaissance des savoirs grâce à une mise en forme en activités, services, formations et autres projets. Elles facilitent ainsi le partage et la réutilisation des connaissances en offrant un environnement qui encadre les échanges. Les compétences développées dans un contexte bibliothéconomique sont ainsi mises à profit pour organiser, formaliser et exploiter les connaissances.